# エドワード・ルー
エドワード・ルー（英: Edward Tsang Lu、中: 盧傑、ピンイン:Lú Jié、1963年7月1日 - ）は、マサチューセッツ州スプリングフィールド出身のアメリカ合衆国の物理学者、宇宙飛行士で、2度のスペースシャトルのミッションと1度の国際宇宙ステーション長期滞在を行った。

## 教育
ニューヨーク州ウェブスターで育ち、R.L.トーマス高校でレスリングチームに入り、1980年に卒業した。コーネル大学でもレスリングで表彰を受け、電子工学の学位を取って卒業した。1989年にはスタンフォード大学で応用物理学の博士号を取得した。
コーネル大学ではパイ・カッパ・ファイ・フラタニティーに所属した。太陽物理学を専攻し、ハワイ州のホノルル大学の天文学研究所でポスドク研究を行い、1994年にアメリカ航空宇宙局の宇宙飛行士の候補となった。

## 宇宙
1997年のSTS-84、2000年のSTS-106で宇宙を訪れ、国際宇宙ステーションの組立てのために6時間の宇宙遊泳を行った。ソユーズTMA-2ではフライトエンジニアを務め、2003年にはユーリ・マレンチェンコとともに第7次長期滞在で約6ヶ月間宇宙に滞在した。
NASAにおいては、2015年までに、地球との衝突を回避するため小惑星の軌道を変えられるようになることを目指す非営利組織B612財団を設立した。

## NASA以降
2007年8月10日、ルーはNASAを退職し、Google社に就職することを発表した。